# Pseudicius kraussi
Pseudicius kraussi är en spindelart som först beskrevs av Marples 1964.  Pseudicius kraussi ingår i släktet Pseudicius och familjen hoppspindlar. Inga underarter finns listade i Catalogue of Life.